# Sarajevo (álbum)
Sarajevo es el sexto álbum de estudio del cantante mexicano José Madero. Fue lanzado el 27 de septiembre de 2024.

## Antecedentes
El 29 de febrero de 2024, Madero estrenaba su nuevo sencillo «Día de Mayo» (el cual cuenta con su propio videoclip) y «Hablemos del campo» como parte del nuevo proyecto. Posteriormente, se lanzarían dos canciones donde sólo una contaba con su videoclip musical, siendo los siguientes «Rey ahogado»  (el cual, cuenta con la participación del cantante venezolano Lasso) y «Luciérnaga», canción que aborda el tema de los feminicidios a través de la colaboración de Becky Espinosa, madre de una víctima. Posteriormente, se presentaron dos más: «Cum laude» y «Suspira sobre mí». Luego se anunciaría a «Gardenias '87» y «Érase una bestia»; donde finalmente el 27 de septiembre, el álbum se estrenaría junto al sencillo «Dafne» el cual cuenta con la participación especial de la cantante mexicana Sofía Thompson.
Las canciones presentan el estilo clásico de Madero, junto a ritmos asimilados entre pop rock, balada y rock alternativo.
Aunque no hay una temática con respecto a las canciones en general, se considera a este como el más personal en la carrera de Madero, así como el significado en el nombre y el color morado que prevalece en el álbum.

## Lista de canciones
| N.º | Título                       | Duración |  |
| 1.  | «Hablemos del campo»         | 4:24     |  |
| 2.  | «Cum laude»                  | 4:02     |  |
| 3.  | «Día de Mayo»                | 3:50     |  |
| 4.  | «Rey ahogado» (con Lasso)    | 4:05     |  |
| 5.  | «Suspira sobre mí»           | 4:01     |  |
| 6.  | «Gardenias '87»              | 3:59     |  |
| 7.  | «Dafne» (con Sofía Thompson) | 4:42     |  |
| 8.  | «Érase una bestia»           | 4:13     |  |
| 9.  | «Baila conmigo»              | 3:58     |  |
| 10. | «Nueve vidas»                | 3:51     |  |
| 11. | «Luciérnaga»                 | 5:33     |  |
| 12. | «Noble gas»                  | 4:53     |  |